# Ordalia

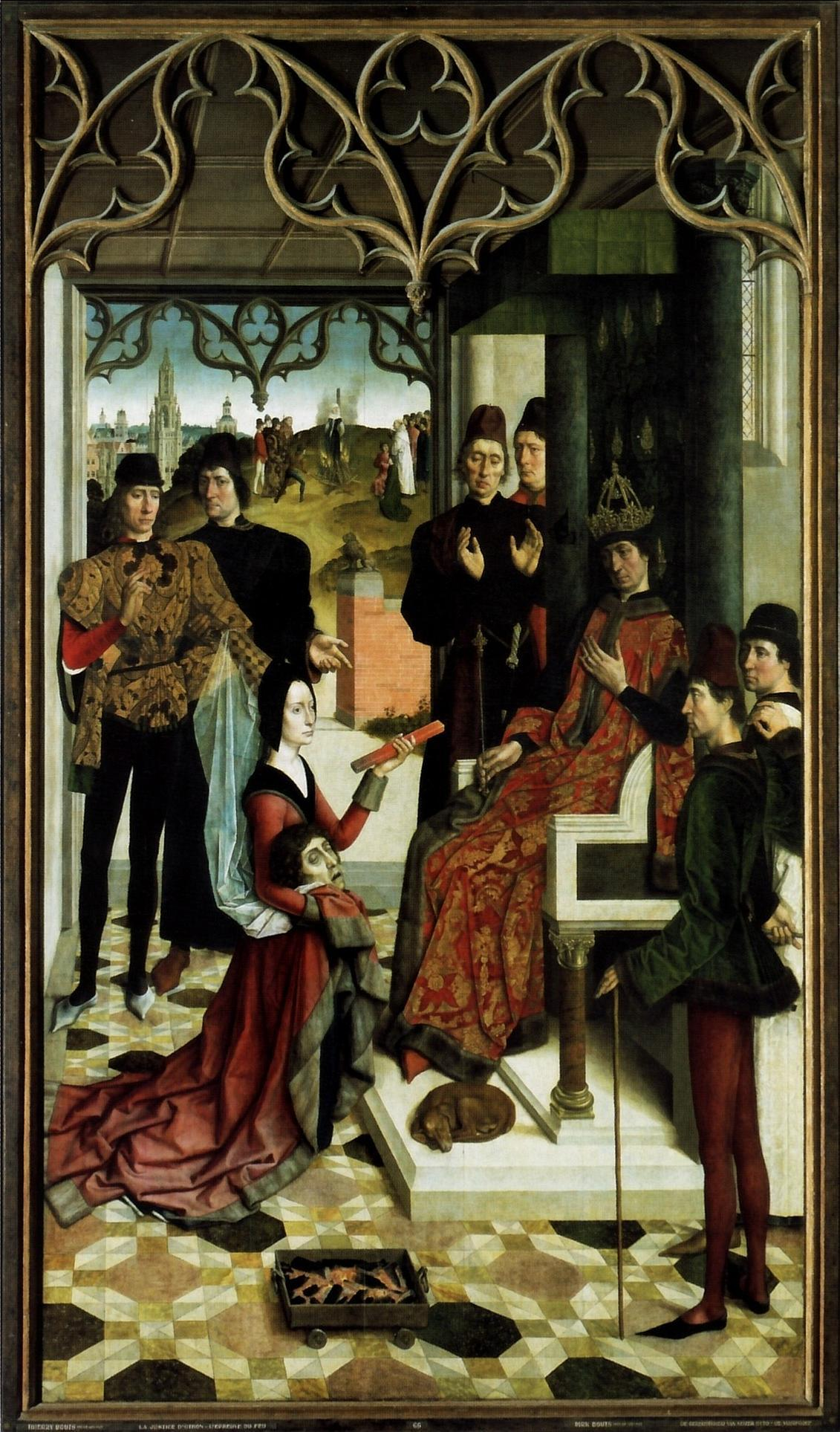
Próba żelaza

Ordalia (sąd boży) – środek dowodowy w średniowiecznym procesie, szczególnie karnym, ale czasami również cywilnym. „Dowody” takie stosowane były już w czasach starożytnych . Najstarszym zapewne przykładem jest Kodeks Ur-Nammu, który w artykule 10 mówi o „próbie rzeki” w razie oskarżenia o czary. Zabytek zachowany jest fragmentarycznie, brak danych na czym ta próba polegała. Późniejszy Kodeks Hammurabiego w artykule 2 precyzuje, że oskarżony o czary w Rzece się zanurzy, jeśli Rzeka dosięgnie go, oskarżyciel jego domostwo jego zabierze. W tej próbie winy „dowodziło” tonięcie, na odwrót niż w czasach późniejszych. W Europie źródłem sądów bożych były głównie wierzenia ludów przedchrześcijańskich, ale także Biblia. Jedynym sądem bożym, o którym wspomina Biblia, jest próba czystości. Żonę podejrzaną o cudzołóstwo należało przyprowadzić do kapłana, który po odpowiednich ceremoniach podawał jej do wypicia wodę zmieszaną z odrobiną pyłu znajdującego się na podłodze przybytku, posądzona bezzasadnie miała wyjść bez szkody (Księga Liczb 5, 11 – 31). 
W mitologii starożytnych Germanów pojawia się wielokrotnie motyw uczestnictwa bogów w niektórych walkach ludzi (Wotan, Walkirie itd.) – mieli oni sprzyjać jednej lub drugiej stronie (np. według kryterium siły czy dochowywania umów) i doprowadzać do jej zwycięstwa, np. przez użycie tarczy, włóczni itp. w decydującym momencie. Religie przedchrześcijańskie ostatecznie zanikły na terenie Rzeszy w II tysiącleciu, lecz wspomniana tradycja rozstrzygania sporów walką nie upadła, a nawet zyskała na znaczeniu dzięki chrześcijańskim przemianom w samej koncepcji Boga. Germańskie średniowiecze poniosło ją dalej, na zasadzie uniwersalizmu, na wschód i południe Europy.

## Rodzaje prób
Ordalia stosowano w celu oczyszczenia od zarzutów lub ich potwierdzenia. Stosowano następujące rodzaje ordaliów:
- próba wagi
- próba krwawienia
- próba krzyża
- próba placka
- próba Komunii świętej
- próba wody
- próba pojedynku
- próba ognia (żelaza).

Próba mogła być jednostronna (wody czy żelaza) lub dwustronna (pojedynek).
Ordalia opierały się na przeświadczeniu, że Bóg nie dopuści do krzywdy niewinnego. Należy zaznaczyć, że ordalia nie były karą, choć mogły być brutalne (efektem mogło być oparzenie lub okaleczenie). O przeprowadzeniu sądu bożego decydował sędzia z własnej inicjatywy, na wniosek powoda lub bardzo często również na wniosek oskarżonego lub pozwanego. W sądzie bożym mógł brać udział nie tylko oskarżony czy pozwany, ale również powód. Dotyczyło to zwłaszcza pojedynku, nie tylko w sprawach z oskarżenia prywatnego, ale również gdy oskarżycielem był władca. W jego imieniu walczył wówczas  wyznaczony przez niego zastępca. Podobnie rycerz w sporze z człowiekiem „niższego stanu” mógł wyręczyć się swoim poddanym. Rycerze walczyli mieczem lub kopią, plebejusze kijami.
Istniała hierarchia prób, Księga Elbląska podaje, że sędziowie niechętnie wyznaczają próbę pławienia w wodzie w sprawach poważnych.
Do ordaliów dwustronnych należała próba krzyża, polegająca na staniu obu przeciwników procesowych pod krzyżem z podniesionymi rękami. Proces przegrywała ta strona, która wcześniej opuściła ręce. Próba poświęconego kęsa polegała na przełknięciu kawałka poświęconego chleba bez zakrztuszenia się. Dławienie się uznawano za dowód winy.
Po przeprowadzeniu ordaliów, rezygnowano z dalszego postępowania dowodowego, gdyż stanowiłoby to obrazę woli bożej. Osoby pomyślnie przechodzące sąd boży były uniewinniane. Te zaś, dla których próba okazała się niepomyślna, podlegały karze za „dowiedzione” w ten sposób przestępstwo.
Sądy boże miały oprawę religijną. Duchowni poświęcali wodę i żelazo oraz odmawiali specjalną modlitwę. Sobór laterański IV (1215) zabronił kapłanom udziału w ordaliach. Zakaz nie był jednak ściśle przestrzegany ze względu na zainteresowanie kleru stosowaniem ordaliów w sądownictwie dominialnym dóbr kościelnych (np. opactwo kanoników regularnych w Czerwińsku posiadało, nadane mu przywilejem Konrada mazowieckiego z 1222 roku, prawo stosowania ordaliów w sądownictwie nad ludnością wsi Łomna), a także z powodu dochodów. Strony dowodzące za pomocą ordaliów dokonywały opłat na rzecz asystujących duchownych.
Ordalia można było zasadniczo stosować przed sądami państwowymi: książęcymi i kasztelańskimi. Jako przywilej, niektórzy możni świeccy i instytucje kościelne uzyskały możliwość stosowania ordaliów w sądownictwie dominialnym.
W Polsce ordalia stosowano od XI wieku. W XIII wieku ich znaczenie zmniejszyło się, zwłaszcza próby zimnej wody. Ostatecznie ordalia zanikają w Polsce na początku XIV wieku. Dłużej przetrwały w innych krajach Europy.
W Polsce praktycznie nieznany był stosowany w innych krajach zachodnioeuropejskich sąd boży na marach. Polegał on na tym, że podejrzana o zabójstwo osoba dotykała zwłok ofiary. Wierzono, że pod wpływem bliskości mordercy, krew jego ofiary zacznie znowu płynąć i stanowi to niezbity dowód winy.
Najbardziej żywotny z ordaliów był pojedynek. Stosowano go również później, używając nadal nazwy sąd boży. Nie miał on już jednak znaczenia prawnego, lecz stosowany był w obronie czci i dla udowodnienia swoich racji poza procesem sądowym, przy założeniu ingerencji boskiej. Taki pozaprawny sąd boży przedstawił Henryk Sienkiewicz w powieści Krzyżacy oraz żartobliwie Janusz Christa w jednej z części serii komiksów Kajko i Kokosz.
Reminiscencją procesowych sądów bożych były środki stosowane w późniejszych oskarżeniach o czary. Przestano wzywać Boga do udziału w sprawach dotyczących ludzi. W wyobrażeniach ludzi tamtych czasów były jednak domeną żywotnego zainteresowania Boga, mającego prowadzić odwieczną walkę z siłami zła.
Jedną w tych procesach prób była próba wagi, powstała zapewne z próby wody, oparta na przekonaniu, że „czarownice są lżejsze” (p. Waga w Oudewater).

## Ordalia w wizjach artystycznych
Motyw sądu na marach wielokrotnie wykorzystywano w literaturze. W sztuce Ryszard III Szekspira, gdy książę Gloucester zbliża się do konduktu niosącego ciało Henryka VI w otwartej trumnie, towarzysząca zwłokom Lady Anna woła: Patrzcie, panowie, umarłego rany z swych ust zastygłych znów krew świętą sączą! To obecność twoja krew wyciąga z żył zimnych (akt 1, scena 2, przekład Leona Ulricha). Na ten widok Gloucester, późniejszy Ryszard III York, przyznaje się do zbrodni. Podobnie wygląda scena pogrzebu Zygfryda w eposie Pieśń o Nibelungach. Myśl przeprowadzenia próby krwi omawiana jest przez zakonnika Cadfaela i córkę ofiary mordu w powieści Ellis Peters Tajemnica świętych relikwii dziejącej się w 1137. Cadfael, będący detektywem amatorem, powątpiewa w sens takich prób, żywi jednak nadzieję, że morderca zlęknie się i uchyli od próby a przez to zdemaskuje.
Próba Pisma Świętego (którą rozstrzygnięto spór między trzema pretendentami do roli opiekuna wspomnianych wyżej relikwii) opisana została w powieści tej samej autorki Świątobliwy złodziej. Pojedynek sądowy kończy inną powieść z tej serii O jedno ciało za dużo.
Brutalna próba topora (rzucanie toporem w rozpięte warkocze podejrzanej o niewierność żony) przedstawiona jest w filmie Wikingowie, sparodiowana później w komedii Eryk wiking.

## Ordalia w Azji
Podobne do stosowanych w chrześcijaństwie sądów bożych formy dowodowe znano również w innych kulturach. W Birmie osoby prowadzące spór dostawały jednakowe świece, które jednocześnie zapalano. Rację przyznawano osobie, której świeca dłużej się paliła. Wróżba ta stosowana jest do dziś w rozstrzyganiu sporów, nie ma już znaczenia prawnego.
W Indiach mąż mógł zażądać udowodnienia wierności żony w ten sposób, że przechodziła ona przez ogień. Ślady oparzeń świadczyły o jej winie. Hinduizm znał takie rodzaje prób jak: pariksza, dharmapariksza i satitwapariksza.